# 2020年度YAHOO!搜尋人氣大獎得獎名單
2020年度Yahoo!搜尋人氣大獎（英語：Yahoo Asia Buzz Awards 2020），於2021年1月27日至29日於網上公布賽果。本屆頒獎典禮主題為「時刻激勵，激勵時刻」。由於2019冠狀病毒病香港疫情關係，頒獎典禮不設現場觀眾，因此大會打造全港首個以 xR 視覺效果呈現的虛實頒獎典禮，並由森美主持。

## 得獎名單

### 音樂類歌曲獎項

#### 年度熱搜歌曲
- 呼吸有害
  - 主唱：莫文蔚
  - 作曲：鄧智偉
  - 填詞：羅健成
  - 編曲：鄧鼓
  - 監製：鄧智偉、莊冬昕

#### 人氣歌曲
| 排名   | 歌曲       | 主唱      | 作曲                 | 填詞   | 編曲                    | 監製                           |
| ------ | ---------- | --------- | -------------------- | ------ | ----------------------- | ------------------------------ |
| 第一首 | 銀河修理員 | Dear Jane | Howie@Dear Jane      | 黃偉文 | Dear Jane               | Howie@Dear Jane、Tim@Dear Jane |
| 第二首 | 幸福門     | Gin Lee   | Vincent Chow、澤日生 | 何方   | Gary Tong               | Alvin Leong                    |
| 第三首 | 零分       | JUDE      | JUDE、徐浩、齊樂平   | 林若寧 | 徐浩、黃兆銘            | 徐浩                           |
| 第四首 | 感情這回事 | 陳柏宇    | 佳旺                 | 陳詠謙 | 佳旺、陳浩然、Ariel Lai | Edward Chan                    |
| 第五首 | 劫後餘生   | 周柏豪    | 徐繼宗               | 陳詠謙 | 周錫漢、黃兆銘          | 周錫漢                         |
| 第六首 | 低半度     | 衛蘭      | 蘇道哲、舒文         | 周耀輝 | Ted Lo、蘇道哲          | 舒文@Zoo Music                 |
| 第七首 | 別為我好   | 許靖韻    | 林奕匡               | 張楚翹 | 張子堅                  | Eric Kwok                      |
| 第八首 | 小夜燈     | 鄭欣宜    | 何山                 | 黃偉文 | 何山                    | 何山                           |
| 第九首 | 孤獨的對岸 | 林奕匡    | 林奕匡               | Oscar  | 雷柏熹、Edward Chan     | Edward Chan                    |
| 第十首 | 日月       | 關智斌    | 陳子龍               | Basy   | 陳子龍                  | 陳子龍                         |

#### 人氣合唱歌曲
- 隔離
  - 主唱：陳凱詠、林家謙
  - 作曲：嚴曉蕾
  - 作詞：陳耀森、朱敏希
  - 編曲：林家謙、崔展鴻、Steffunn 勳、Chan Siu Kei

#### 唱作歌曲
- 鯨落
  - 主唱：陳卓賢
  - 作曲：陳卓賢
  - 作詞：陳卓賢
  - 編曲：王雙駿
  - 監製：王雙駿
- 網絡安全隱患
  - 主唱：Serrini
  - 作曲：Serrini、Yeung Tung
  - 作詞：Serrini
- 牆身有裂
  - 主唱：黃妍
  - 作曲：黃妍、林易祺
  - 作詞：王樂儀
  - 編曲 ：林易祺
  - 監製：Edward Chan、林易祺

#### 人氣MV
- 銀河修理員
  - 主唱：Dear Jane
  - 作曲：Howie@Dear Jane
  - 作詞：黃偉文
  - 編曲：Dear Jane、黃兆銘
  - 監製：Howie@Dear Jane、Tim@Dear Jane
- 蒙著嘴說愛你
  - 主唱：姜濤
  - 作曲：紹斌、李俊緯、吳周爍
  - 作詞：陳詠謙
  - 編曲：吳周爍@Funkie Monkies Productions
  - 監製：Edward Chan

#### 人氣電視劇集歌曲
- 凡人不懂愛（降魔的2.0）
  - 主唱：胡鴻鈞
  - 作曲：胡鴻鈞
  - 作詞：張美賢
  - 編曲：Johnny Yim
  - 監製：何哲圖、韋景雲
- 你喜歡說謊（黃金有罪）  
  - 主唱：菊梓喬
  - 作曲：張家誠
  - 作詞：張美賢
  - 編曲：張家誠
  - 監製：何哲圖、韋景雲

### 音樂類歌手獎項

#### 本地男歌手
- 許廷鏗

#### 本地女歌手
- AGA

#### 本地唱作歌手
- 林家謙

#### 本地音樂組合
- Dear Jane
- Rubber Band
- MIRROR

#### 樂壇新勢力
- 柳應廷
- 盧瀚霆
- Michael C

#### 人氣專輯
- 馮允謙《Awaken》

#### 人氣音樂企劃
- C AllStar《Make It Happen @10 C AllStar Virtual Live》

### 電影類獎項

#### 本地電影
- 《幻愛》

#### 本地演員
- 鄧麗欣

#### 本地新演員
- 劉俊謙

### 電視類獎項

#### 人氣電視劇集
- 《法證先鋒IV》

#### 人氣綜藝節目
- 《全民造星III》

#### 電視男藝人
- 马国明

#### 電視女藝人
- 李佳芯

#### 人氣電視男角色
- 王浩信

#### 人氣電視女角色
- 蔡思貝

#### 人氣急星
- 連詩雅
- 湯怡
- 顧定軒

### 亞洲區獎項

#### 人氣韓國藝人
- 玄彬

#### 人氣韓國電視劇集
- 夫妻的世界

#### 人氣台灣電視劇集
- 想見你

#### 人氣台灣電視劇集主題曲
- 想見你想見你想見你（想見你）
  - 主唱：八三夭
  - 作曲：阿璞
  - 作詞：阿璞
  - 編曲：八三夭、JerryC

### 至尊獎項

#### 圖片搜尋次數最多的男藝人
- 鄭俊弘

#### 圖片搜尋次數最多的女藝人
- 湯洛雯

## 外部連結
- 2020年度YAHOO!搜尋人氣大獎官方網站 （页面存档备份，存于）